# Aziz Sancar
Aziz Sancar (Savur, 8 september 1946) is een Turkse scheikundige die gespecialiseerd is in de reparatie van DNA-schade en de celcyclus.
In 2015 kreeg hij samen met Tomas Lindahl en Paul Modrich de Nobelprijs voor Scheikunde voor hun mechanistische studies van DNA-reparatie. Hij is als biochemicus en moleculair bioloog verbonden aan de Universiteit van North Carolina te Chapel Hill en Yale-universiteit.

## Werk
Sancar deed onderzoek naar het herstelvermogen van bacteriën. Na blootstelling aan intense ultraviolette straling herstelden bacteriën zich onder invloed van zichtbaar blauw licht. In 1976 ontdekte hij dat het enzym photolyase voor dit herstel verantwoordelijk is, maar lange tijd was onduidelijk hoe dit proces plaatsvond.
Via experimenten ontdekte Sancar het DNA-reparatiemechanisme van nucleotide excision repair (NER). Hierbij wordt rond de ontdekte fout een stuk van 12-13 'letters' door het enzym exinuclease uit de DNA-streng verwijderd. Vervolgens maakt het enzym polymerase een nieuw, correct stuk DNA aan dat door ligase in het gat wordt geplakt. In 1983 publiceerde Sancar zijn resultaten.
Later toonde hij aan dat dit mechanisme in alle levende cellen, dus ook in die van mensen, voorkomt.
- Gemeinsame Normdatei: 1197527664
- International Standard Name Identifier: 0000 0001 3712 7599
- Library of Congress Control Number: no2016138218
- Nationale Bibliotheek van Tsjechië: hka20191030662
- Système universitaire de documentation: 267014503
- Virtual International Authority File: 323144783026901656505
- WorldCat: E39PBJtcFCWWjwM3cJ6GycYdcP

1901: Van 't Hoff ·
1902: E. Fischer ·
1903: Arrhenius ·
1904: Ramsay ·
1905: Baeyer ·
1906: Moissan ·
1907: Buchner ·
1908: Rutherford ·
1909: Ostwald ·
1910: Wallach ·
1911: Curie ·
1912: Grignard, Sabatier ·
1913: Werner ·
1914: Richards ·
1915: Willstätter ·
1918: Haber ·
1920: Nernst ·
1921: Soddy ·
1922: Aston ·
1923: Pregl ·
1925: Zsigmondy ·
1926: Svedberg ·
1927: Wieland ·
1928: Windaus ·
1929: Harden, Euler-Chelpin ·
1930: H. Fischer · 
1931: Bosch, Bergius ·
1932: Langmuir ·
1934: Urey ·
1935: F. Joliot-Curie, I. Joliot-Curie ·
1936: Debye ·
1937: Haworth, Karrer ·
1938: Kuhn ·
1939: Butenandt, Ružička ·
1943: Hevesy · 
1944: Hahn ·
1945: Virtanen ·
1946: Sumner, Northrop, Stanley ·
1947: Robinson · 
1948: Tiselius · 
1949: Giauque ·
1950: Diels, Alder ·
1951: McMillan, Seaborg ·
1952: Martin, Synge ·
1953: Staudinger ·
1954: Pauling ·
1955: Vigneaud ·
1956: Hinshelwood, Semjonov ·
1957: Todd ·
1958: Sanger ·
1959: Heyrovský ·
1960: Libby ·
1961: Calvin ·
1962: Perutz, Kendrew ·
1963: Ziegler, Natta ·
1964: Hodgkin ·
1965: Woodward ·
1966: Mulliken ·
1967: Eigen, Norrish, Porter ·
1968: Onsager ·
1969: Barton, Hassel ·
1970: Leloir ·
1971: Herzberg ·
1972: Anfinsen, Moore, Stein · 
1973: E.O. Fischer, Wilkinson · 
1974: Flory ·
1975: Cornforth, Prelog ·
1976: Lipscomb ·
1977: Prigogine · 
1978: Mitchell ·
1979: Brown, Wittig ·
1980: Berg, Gilbert, Sanger ·
1981: Fukui, Hoffmann ·
1982: Klug ·
1983: Taube ·
1984: Merrifield ·
1985: Hauptman, Karle ·
1986: Herschbach, Lee, Polanyi ·
1987: Cram, Lehn, Pedersen ·
1988: Deisenhofer, Huber, Michel ·
1989: Altman, Cech ·
1990: Corey ·
1991: Ernst ·
1992: Marcus ·
1993: Mullis, Smith ·
1994: Olah ·
1995: Crutzen, Molina, Rowland ·
1996: Curl, Kroto, Smalley ·
1997: Boyer, Walker, Skou ·
1998: Kohn, Pople ·
1999: Zewail ·
2000: Heeger, MacDiarmid, Shirakawa ·
2001: Knowles, Noyori, Sharpless ·
2002: Fenn, Tanaka, Wüthrich ·
2003: Agre, MacKinnon ·
2004: Ciechanover, Hershko, Rose ·
2005: Grubbs, Schrock, Chauvin ·
2006: Kornberg ·
2007: Ertl ·
2008: Shimomura, Chalfie, Tsien ·
2009: Steitz, Yonath, Ramakrishnan ·
2010: Heck, Negishi, Suzuki ·
2011: Shechtman ·
2012: Kobilka, Lefkowitz ·
2013: Karplus, Levitt, Warshel ·
2014: Betzig, Hell, Moerner ·
2015: Lindahl, Modrich, Sancar ·
2016: Sauvage, Stoddart, Feringa ·
2017: Dubochet, Frank, Henderson · 
2018: Arnold, Winter, Smith ·   
2019: Goodenough, Whittingham, Yoshino ·
2020: Charpentier, Doudna ·
2021: List, MacMillan ·
2022: Bertozzi, Meldal, Sharpless ·
2023: Bawendi, Brus, Jekimov ·
2024: Baker, Hassabis, Jumper